# Fengjiapu
Fengjiapu (kinesiska: 丰家铺, 丰家铺乡) är en socken i Kina. Den ligger i provinsen Hunan, i den södra delen av landet, omkring 120 kilometer nordväst om provinshuvudstaden Changsha. Antalet invånare är 23759. Befolkningen består av 11 281 kvinnor och 12 478 män. Barn under 15 år utgör 18,0 %, vuxna 15-64 år 71 %, och äldre över 65 år 10,0 %.
Genomsnittlig årsnederbörd är 1 808 millimeter. Den regnigaste månaden är maj, med i genomsnitt 302 mm nederbörd, och den torraste är december, med 45 mm nederbörd.